# Aplastodiscus cochranae
Az Aplastodiscus cochranae a kétéltűek (Amphibia) osztályának békák (Anura) rendjébe és a levelibéka-félék (Hylidae) családjába tartozó faj.

## Előfordulása
A faj Brazília endemikus faja, az országon belül Santa Katarina államban honos. Természetes élőhelye a trópusi vagy szubtrópusi nedves síkvidéki erdők, mocsarak, lepusztult erdők. A fajra élőhelyének elvesztése jelent fenyegetést.